# Braničevci
Braničevci (srbsko Браничевци, Braničevci)  so bili srednjeveško srbsko pleme, ki je v 9. stoletju naseljevalo ozemlje vzhodne Srbije vzhodno od Velike Morave, točneje v pokrajini Braničevo.

## Zgodovina
Timočani in Bodrići so leta 805  prišli pod oblast bolgarskega kana Kruma (vladal 803–814).  Njihovo ozemlje je tvorilo mejo Bolgarije z Raško in Frankovskim cesarstvom.  
Med vladavino kana Omurtaga (vladal 815-831) so se Braničevci in sosednja obmejna srbska plemena uprli bolgarski oblasti in leta 822 prišli  pod frankovsko oblast. Novo politično stanje je povzročilo spore med bolgarsko in frankovsko državo in spopade, v katerih je v 9. stoletju ozemlje večkrat prešli iz ene države v drugo.
Braničevci so se sčasoma pretalili v srbski etnos.

## Ime
Ime Braničevci izhaja iz starosrbske  besede, ki pomeni  braniti, branilec ali branik, ker so branili takratno severovzhodno mejo Srbije.

## Vir
- Ćorović, Vladimir (1997). Istorija srpskog naroda. Janus, Beograd, november 2001.